# Prespa
Prespa is een plaats in de gemeente Bjelovar in de Kroatische provincie Bjelovar-Bilogora. De plaats telt 546 inwoners (2001).